# Гибралтарские социал-демократы
Гибралтарские социал-демократы (англ. Gibraltar Social Democrats, GSD) — либерально-консервативная правоцентристская политическая партия Гибралтара. GSD была правящей партией в течение четырёх сроков подряд под руководством Питера Каруаны, с выборов 1996 до поражения на выборах 2011 года.
30 ноября 2017 года в партии прошли вторые выборы руководства по причине ухода в отставку её лидера Дэниела Фитхэма. В результате с 60,6 % голосов лидером партии стал Кейт Азопарди. Азопарди победил временного лидера Роя Клинтона, набравшего 39,4 % голосов.

## История
Партия появилась в ходе распада Ассоциации по продвижению гражданских прав как главная оппозиция Социалистической рабочей партии Гибралтара. GSD была основана Питером Монтегриффо в 1989 году. После ухода в отставку Монтегриффо в 1991, лидером партии стал Питер Каруана. Первое правителство GSD состояло из Питера Каруаны (главный министр), Питера Монтегриффо (заместитель главного министра), Эрнеста Бритто, Хьюберта Корби, Кейта Азопарди, Джо Холлидея, Бернара Линареса и Хайме Нетто.
В 2005 году рабочая партия Гибралтара объединилась с GSD. Объединение не устроило многих видных членов партии, например Кейта Азопарди, а также Ника Круза.
В январе 2013 года Питер Каруана объявил о своём уходе с должности. Каруана заявил, что не будет участвовать в следующих выборах и полностью уйдет из политики. За лидерство в партии стали бороться два депутата GSD: Дэниел Фитхэм и Дэймон Боссино. В результате выборов Фитхэм стал лидером партии, получив большинство голосов.

## Политические взгляды

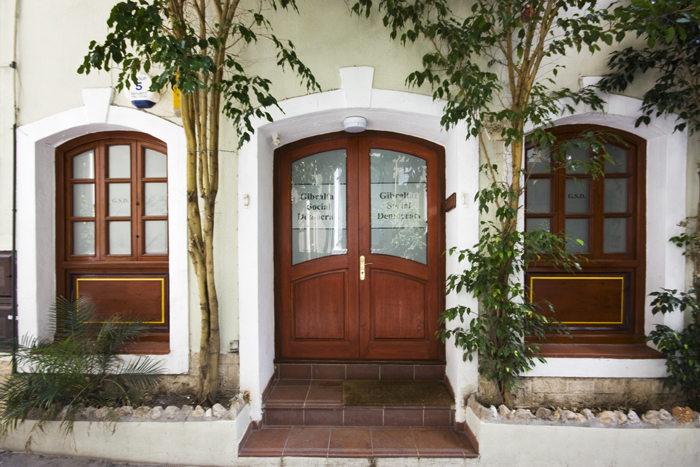
Штаб-квартира партии

Хотя название партии и предполагает, что партия является социал-демократической, но на деле GSD описывается как либерально-консервативная и правоцентристская. Партия придерживается текущего конституционного строя, выступает за сохранение статуса Британской заморской территории, а также выступает против любого предложения о суверенитете . GSD была менее враждебна к Испании, чем её главный соперник (Социалистическая рабочая партия Гибралтара).

## Выборы
На выборах 1992 года партия получила 20,20 % голосов избирателей и 7 мест.
На выборах 1996 года партия получила 52,20 % голосов избирателей и 8 мест.
На выборах 2000 года партия получила 58,35 % голосов избирателей и 8 мест.
На выборах 2003 года партия получила 51,45 % голосов избирателей и 8 мест.
На выборах 2007 года партия получила 49,33 % голосов избирателей и 10 мест.
На выборах 2015 года партия получила 31,56 % голосов избирателей и 7 мест.
На выборах 2023 года партия получила 48,15 % голосов избирателей и 8 мест.

## Результаты выборов

### Парламент Гибралтара
| Год выборов | Голоса | %     | Места    | +/- |
| ----------- | ------ | ----- | -------- | --- |
| 1992        | 20,110 | 20.2  | 7 из 15  | ▲ 6 |
| 1996        | 66,190 | 52.2  | 8 из 15  | ▲ 1 |
| 2000        | 67,443 | 58.35 | 8 из 15  | ▬   |
| 2003        | 58,234 | 51.45 | 8 из 15  | ▬   |
| 2007        | 76,334 | 49.33 | 10 из 17 | ▲ 2 |
| 2011        | 81,721 | 46.76 | 7 из 17  | ▼ 3 |
| 2015        | 46,545 | 31.56 | 7 из 17  | ▬   |
| 2019        | 40,453 | 25.55 | 6 из 17  | ▼ 1 |
| 2023        | 86,537 | 48.15 | 8 из 17  | ▲ 2 |

## Действующие депутаты
- Кейт Азопарди (1996—2003; с 2019)
- Эдвин Рейес (с 2007)
- Рой Клинтон (с 2015)
- Деймос Боссино (2011—2015; с 2019)
- Джоэль Ладислаус (с 2023)
- Джованни Ориго (с 2023)
- Крейг Сакарелло (с 2023)
- Атриш Санчес (с 2023)

## Список лидеров
| Имя                   | Срок полномочий         | Фото |
| --------------------- | ----------------------- | ---- |
| Питер Монтегриффо     | 1989-1991               |      |
| Питер Каруана         | 1991 — 2013             |      |
| Дэниель Фитхэм        | 2013 — 2017             |      |
| Рой Клинтон (interim) | Июль 2017 — Ноябрь 2017 |      |
| Кейт Азопарди         | 2017 — настоящее время  |      |